# Julianna Korponay-Géczy
Julianna Korponay-Géczy (* um 1680 in Osgyán, Königreich Ungarn; † 25. September 1714 in Raab, Königreich Ungarn) war eine ungarische Adelige und ging in die Geschichte als die „Weiße Frau von Leutschau“ ein.

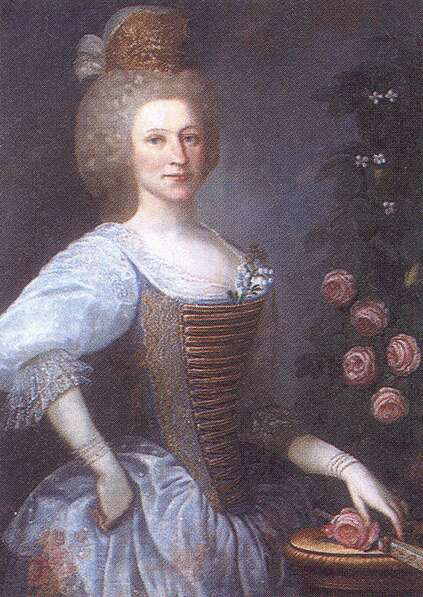
Julianna Korponay-Géczy (unbekannter Maler)

## Leben
Julianna wurde um das Jahr 1680 im Schloss von Osgyán geboren. Sie war die Tochter des Kuruzen-Obersten und Komitat-Beamten Sigismund Géczy und dessen Ehefrau Judit Bakos. Im Jahre 1700 wurde sie mit dem Burghauptmann der Burg Muran János Korponay verheiratet. Aus dieser Ehe ging ein Sohn Gabriel (* ~1706) hervor. Zeitgenössischen Berichten zufolge soll sie eine sehr schöne Frau gewesen sein.
In der Zeit des Freiheitskampfes von Franz II. Rákóczi zog Julianna mit ihrem Ehemann János Korponay nach Leutschau, der an der Seite der Kaiserlichen als Stadtkommandant die Stadt verteidigen sollte. Das damals überwiegend deutschsprachige Leutschau war die Hauptstadt der Unterzips und eine der wichtigsten Regionen im damaligen Königreich Ungarn. Dort verliebte sich Julianna in den Kuruzengeneral István Andrássy (* ~1650, † 1720), der im Nachbarhaus wohnte und wurde dessen Geliebte. In Leutschau wohnte Julianna in den sog. 'Spillenberg-Haus' das auch heute noch steht. Julianna befand sich in einer schwierigen Lage, da ihr Vater Sigismund Géczy auf der Seite der aufständischen Kuruzen stand und ihr Ehegatte János Korponay zum Lager der kaiserlichen Labanzen gehörend, ein Gefolgsmann von Kaiser Joseph I. war. Juliana befand sich somit von Anfang an zwischen zwei Fronten.
Die von ihrem Ehemann vereidigte Stadt wurde von den Truppen ihres Vaters (also den aufständischen Kuruzen) eingenommen, was mit einem Verlust der Ländereien ihres Mannes einherging. Julianna die auf beiden Seiten gute Kontakte hatte versuchte zwischen der von den Kuruzen eingenommenen Stadt Leutschau und den Österreichern, die unter der Führung des Generalfeldzeugmeisters Löffelholz standen, zu vermitteln. Im Februar 1610 wurde die Verteidigung der Stadt aufgegeben und am 13. Februar 1710 vom Kuruzengeneral István Andrássy an die Kaiserlichen übergeben.

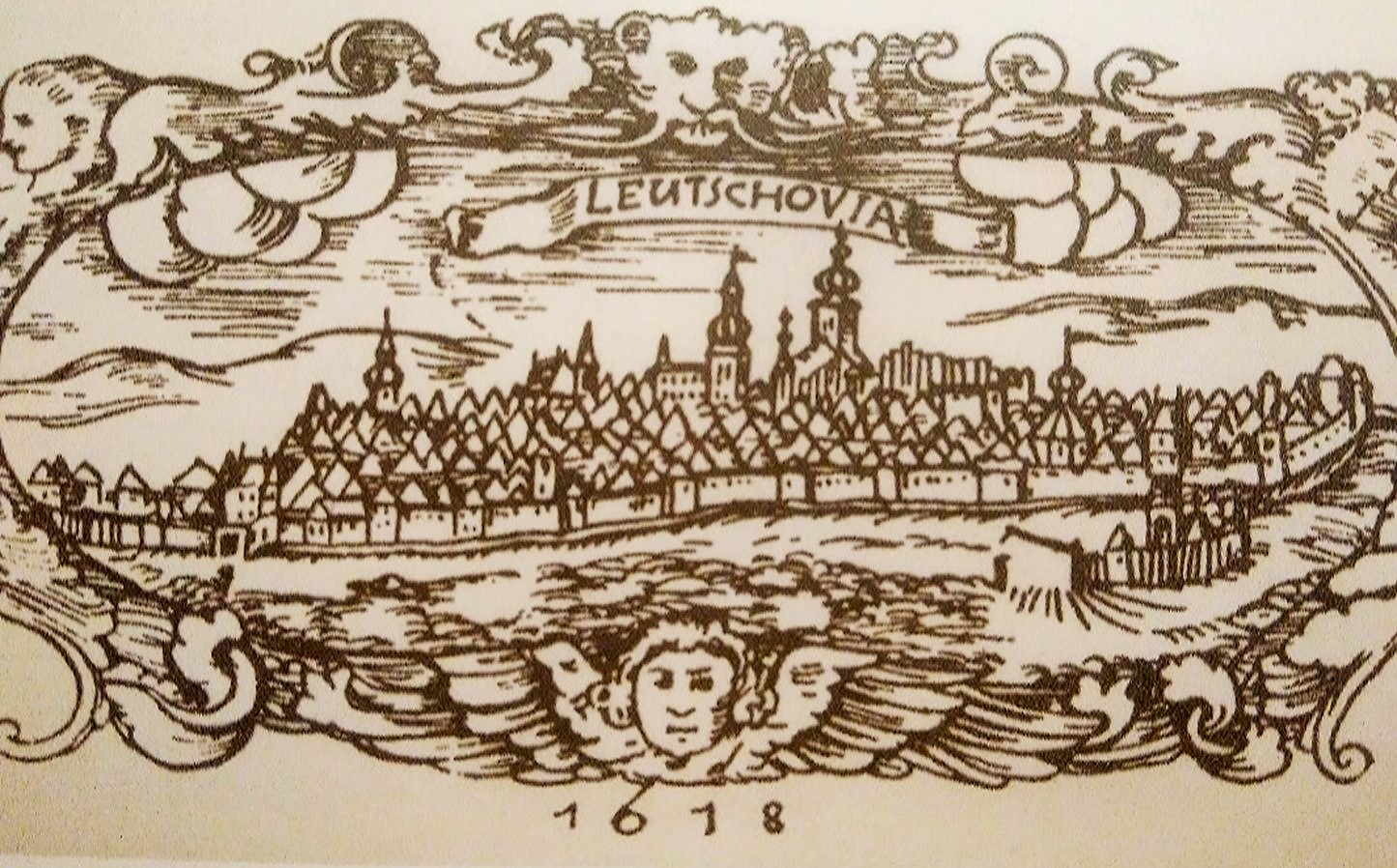
Leutschau im 17. Jahrhundert

Im Jahre 1712 sandten die im Exil in Polen lebenden Kuruzen Briefe an ihre Gesinnungsgenossen in Ungarn, in welchen sie die Fortsetzung des Kampfes gegen die Kaiserlichen forderten. Diese Briefe waren eigentlich an ihrem Vater gerichtet, die jedoch Julianna stellvertretend übernahm. Im April 1711 nahm der Aufstand von Franz II. Rákóczi durch den Sathmaer Frieden sein Ende. Dieser Friede der auf kaiserlicher Seite vorwiegend von Johann Pálffy ausgehandelt wurde, sah auch eine Amnestie der Aufständischen sowie die Rückgabe der konfiszierten Güter vor, wenn sie einen Treueid auf den König leisten.
Auch Julianna reiste im März 1712 nach Preßburg und wandte sich an Pálffy; sie erbat die Rückgabe der Familiengüter. Bei dieser Gelegenheit kamen auch die Briefe zur Sprache, die Julianna angeblich inzwischen verbrannt hatte. Die Namen einiger Adressaten gab sie preis, aber über den Inhalt der Briefe schwieg sie. Im Laufe der Befragung verwickelte sie sich in Widersprüche und wurde deshalb verhaftet und zuerst auf der Bibersburg gefangen gehalten. Danach wurde Julianna nach Raab überführt, wo ihr der Prozess wegen Spionage und Hochverrat gemacht wurde. Auf Befehl des Kaisers Karl VI. wurde die Angelegenheit an ein 'Sondergericht' delegiert und eine strenge Untersuchung angeordnet. Die Leitung des Prozesses oblag dem „Königlichen Richter und Rat“ Stephan Koháry. Kaiser Karl VI. hatte eminentes Interesse daran, den Fall aufzuklären und deshalb ordnete er – trotz des Protestes der Richter – die Anwendung der Folter an, die für den Adel verboten war. Aber auch diese Tortur verlief ergebnislos. 1713 wurde wegen einer Pestepidemie der Tagungsort des Prozesses nach Ungarisch-Altenburg verlegt. Dort wurde Julianna Korponay zur Hinrichtung durch das Schwert verurteilt und am 25. September 1714 am Marktplatz (heute 'Széchenyi tér') von Raab öffentlich enthauptet. Gemäß einem Eintrag in der Matrikel der Verstorbenen der Stadt Raab wurden ihre sterblichen Überreste von einem 'deutschen Kaplan' namens Franz Kopcsinai bestattet.
Julianna Korponay wurde nur 34 Jahre alt, sie ist eine der tragischsten Frauengestalten der ungarischen Geschichte. Julianna geriet zwischen die Räder der Kuruzen Franz Rákóczis und der kaiserlichen Labanzen. Sie war die einzige Frau, die von den Habsburgern jemals am Schafott hingerichtet wurde.

## Nachwelt

### Bild derWeißen Frau

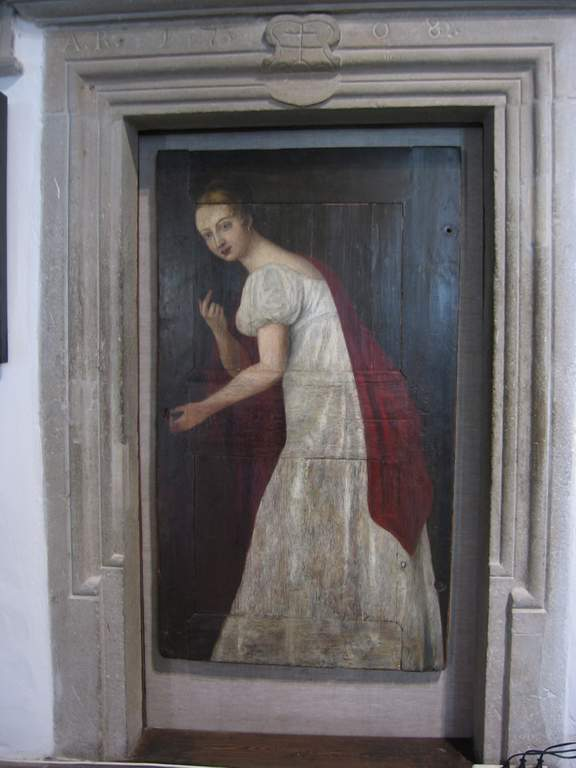
Bildnis der „Weißen Frau von Leutschau“

Mit einem Bild der „Verräterin“ begann die Legendenbildung um die „Weiße Frau von Leutschau“. Dieses Bild hat der Leutschauer Bürger Adam Probstner bei dem Leutschauer Maler József Czauczik in Auftrag gegeben. Das Bild wurde an einem ungewöhnlichen Platz, nämlich an eine der Eingangspforten der Leutschauer Stadtbefestigung angebracht. Es zeigt eine Dame in weißem langen Kleid (das auch als Nachthemd gedeutet werden kann) die mit der rechten Hand jemanden ruft und mit der linken Hand die vermeintliche Pforte der Stadtmauer öffnet. Das Bild war an dieser Stelle der Stadtmauer bis zum Beginn der 1950er Jahre zu sehen und trug zur Legendenbildung in nahezu ganz Europa bei. Bedeutende Literaten, wie Maurus Jókai und Kálmán Mikszáth kannten dieses Bild und wurden dadurch sicherlich zur Niederschreibung ihrer Romane angeregt. Auch Theodor Fontane erwähnt dieses Bild in seinem Roman „Effi Briest“. Über Jahre hinweg wurde es zum Anziehungsmagnet für Touristen und Besucher der Stadt. Eine zweite Version dieses Bildes befindet sich auch in Kunsthistorischen Museum von Budapest.

### Maurus Jókais Roman
Das Leben und Schicksal der Julianna Korponay regte zahlreiche Literaten an. Einer der Bekanntesten ist der ungarische Romancier Maurus Jókai mit seinem historischen Roman „Die weiße Frau von Leutschau“ (ung. „Lőcsei fehér asszony“) der im Jahre 1884 in ungarischer Originalsprache erschien. Die Anregung zur Abfassung dieses Romans soll Jókai von den Historiker Kálmán Thaly erhalten haben. Die von Jókai in seinem Roman beschriebene Szene, dass Julianna den Schlüssel der Stadt Leutschau in der Nacht unter dem Kissen von Andrássy entwendet haben soll und mit diesem Schlüssel das Tor der Stadt öffnete um den kaiserlichen Truppen Zutritt zu gewähren ist eine 'Legende', sie entspricht nicht der historischen Tatsache, sondern lediglich der künstlerischen Freiheit des Autors. Der Roman war ein riesiger Erfolg und wurde in zahlreiche Fremdsprachen übersetzt. Dieses Buch gehört bis zur Gegenwart zu den meistgelesenen Büchern der ungarischen Literatur. Es trug wesentlich dazu bei, dass Julianna von der Nachwelt über Generationen hinweg als 'Verräterin' und negative Figur der Geschichte gesehen wurde.

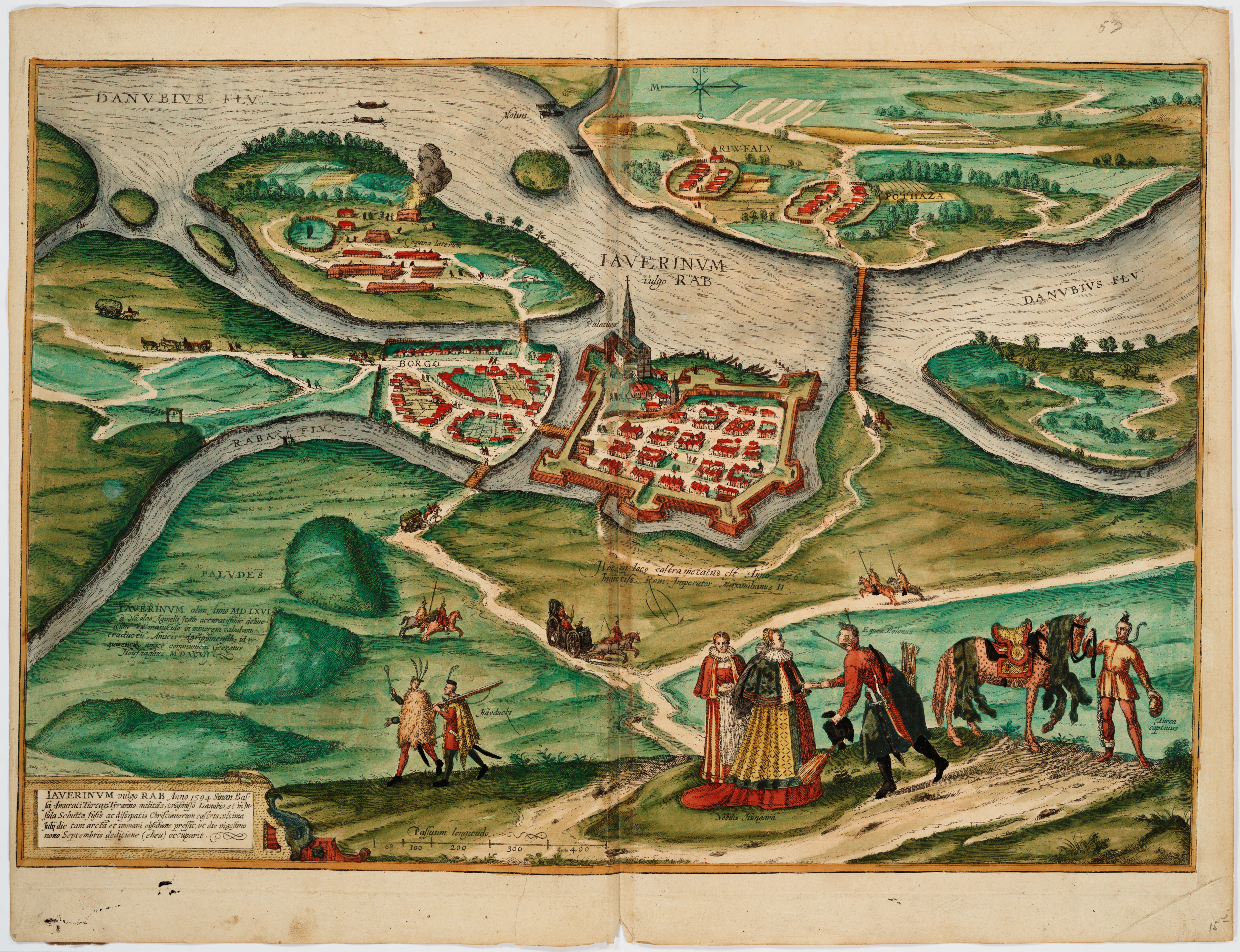
Die Stadt Raab zum Ende des 16. Jahrhunderts. (Stich von Georg Hoefnagel)

Auch andere überwiegend ungarische Literaten, wie Kálmán Mikszáth, Gyula Krúdy und Endre Ady haben sich mit diesem Thema beschäftigt.

### Trivia
Im Jahre 2009 wurden in der katholischen Pfarrkirche von Juliannas Heimatort Osgyán die sterblichen Überreste einer Frau mit abgetrennten Kopf vorgefunden. Ob es sich dabei um die Überreste des Leichnams von Julianna handelt, konnte nicht bewiesen werden. Gemäß der Matrikel in Raab soll Julianna auf einem Friedhof in Raab bestattet worden sein. Aber eine spätere Überführung nach Osgyán kann auch nicht ausgeschlossen werden.
Die Stadt Leutschau beschloss, das historische Unrecht, das an Julianna begangen wurde, zu revidieren. Am 300. Jahrestag der Hinrichtung der Frau Julianna Korponay – am 25. September 2014 – bat man den Nachkommen dieser edlen Frau, Zoltán Korponay, um Verzeihung und überreichte ihm ein Dokument, in welchem das Urteil widerrufen wurde.

## Film
Über das Leben und die Tragik der Julianna Korponay wurde auch ein ungarischer Film unter der Regie von Gyula Maár (* 1934, † 2013) gedreht in dem Mari Törőcsik die Hauptrolle spielt. Im Jahre 1976 wurde Torőcsik bei den Filmfestival in Cannes für diese Rolle mit einem Preis als „Beste Darstellerin“ geehrt.